# 锡兰肉桂
锡兰肉桂（学名：Cinnamomum verum）是樟科肉桂属植物，原产斯里兰卡，在中国广东、海南、广西、台湾均有栽培。其树皮，亦称锡兰肉桂。
在欧美，英文所称 Cinnamon 多指此类。

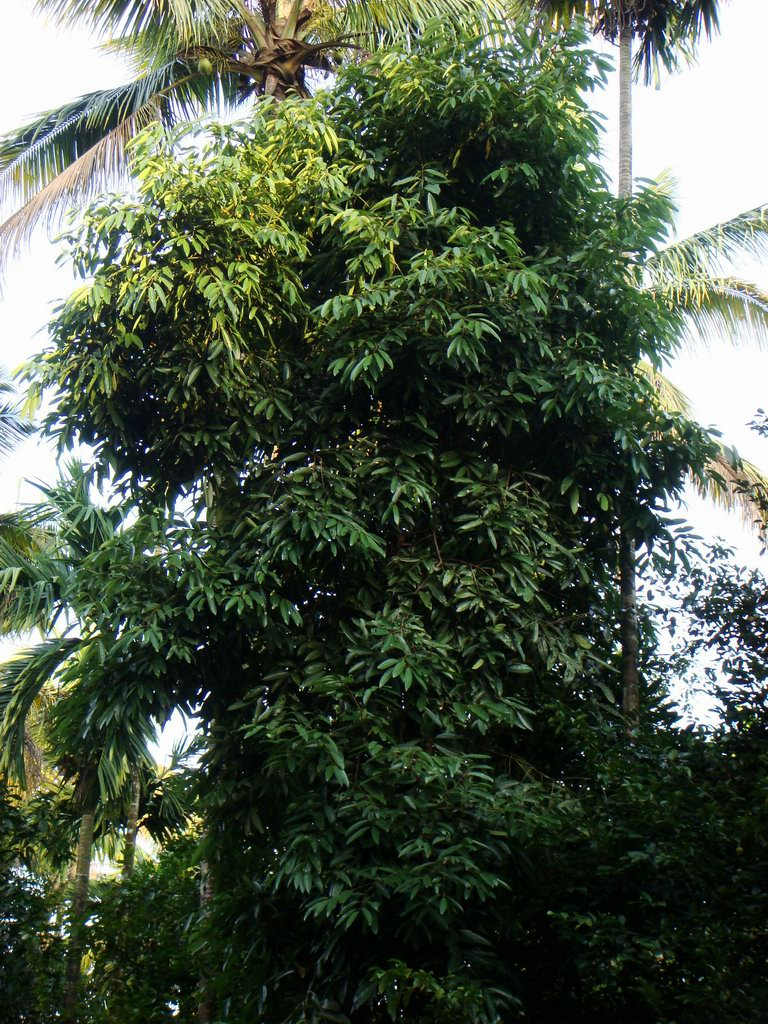
植株
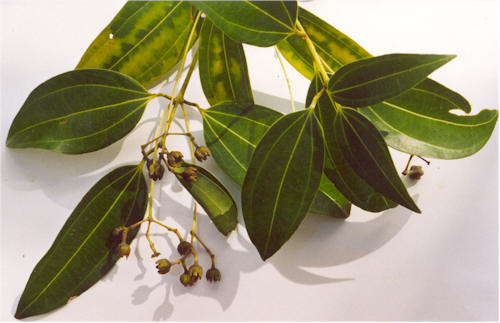
葉
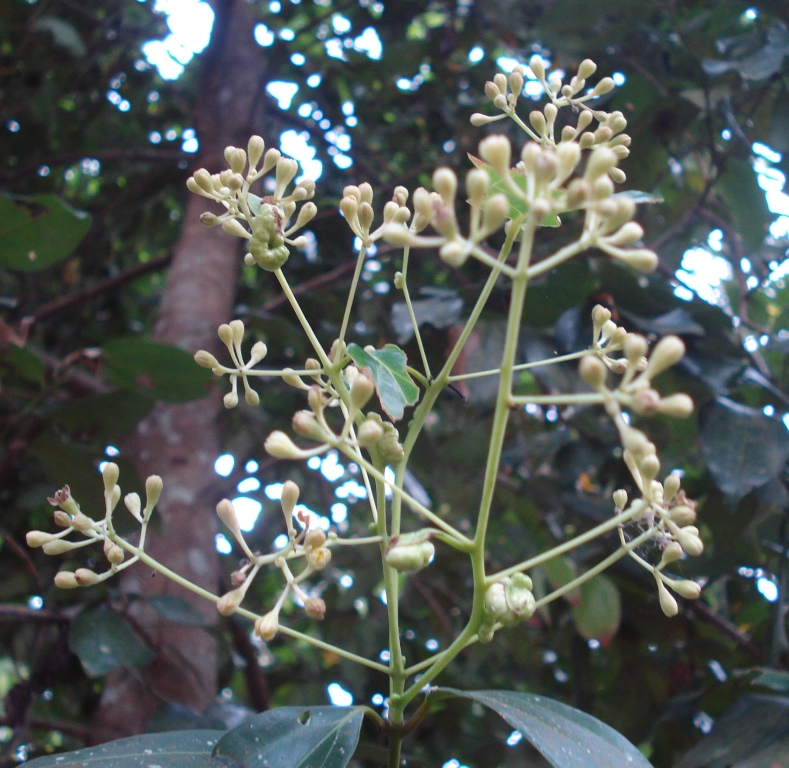
花序
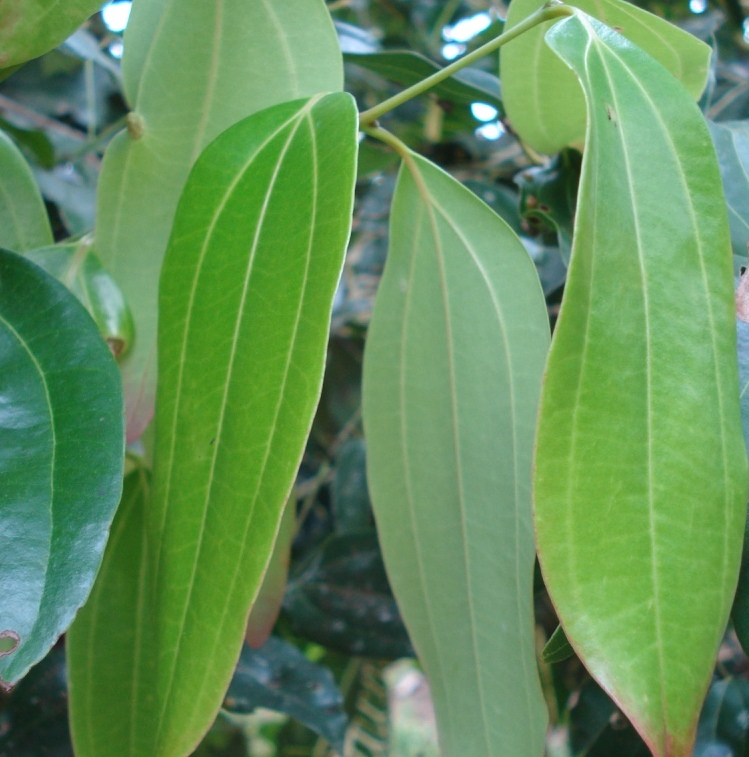
葉
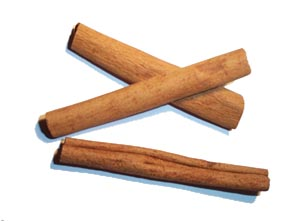
樹皮
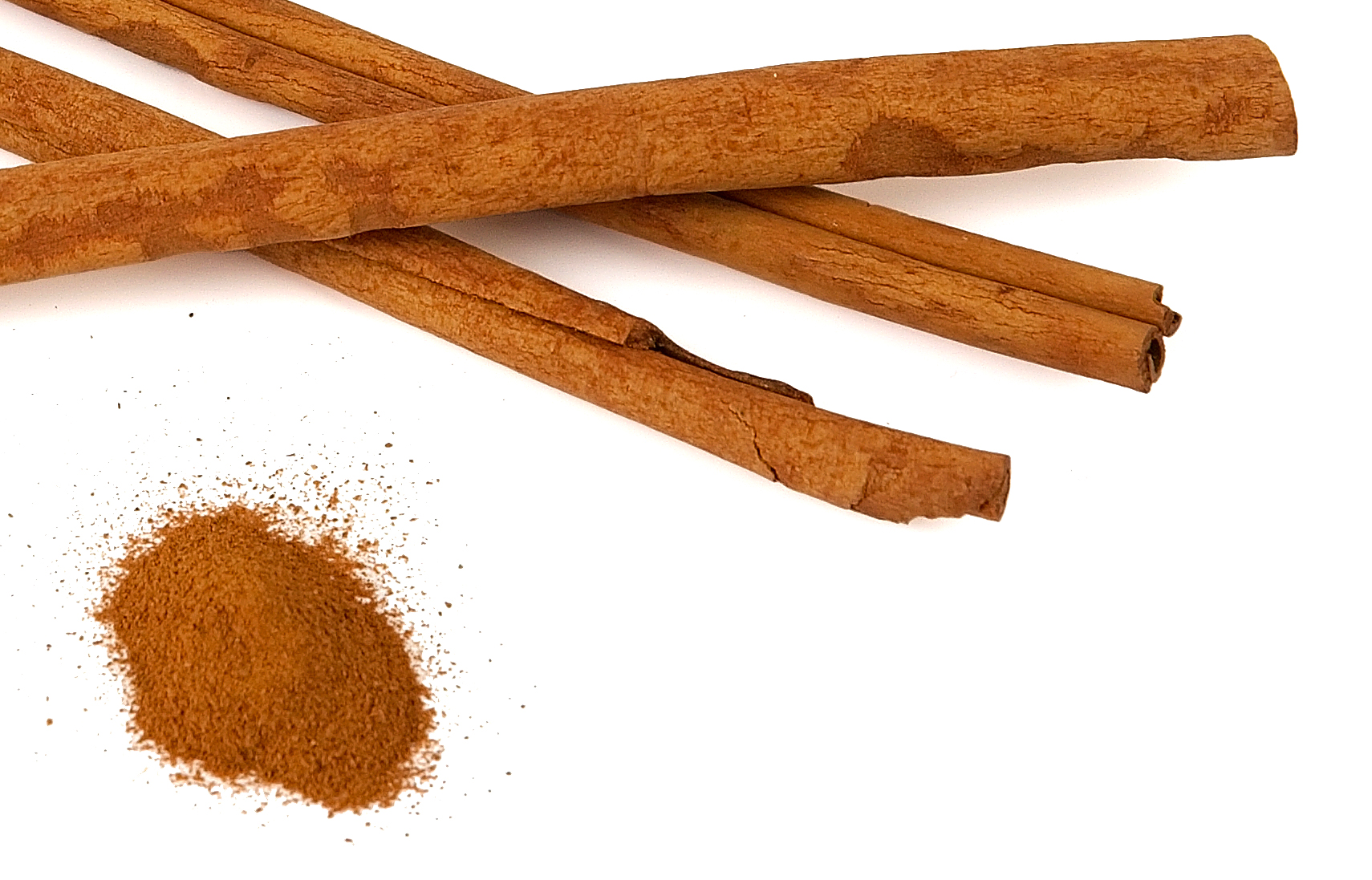
肉桂粉

## 用途
树皮阴干后呈褐色，一般卷成筒状出售。可泡在咖啡内、腌渍蜜饯、煮汤来调味；也常磨成肉桂粉作甜点的增味剂。叶片也可蒸馏提取精油，应用于芳香疗法。

## 中医学
中医亦称其树皮为锡兰肉桂，有补脾健胃的功效，并能主治脾胃不和、腹胀、便秘及消化不良。